# نوفاليس
نوفاليس (بالألمانية: Novalis)، واسمه الحقيقي فريدريش فرايهير فون هاردنبرج (بالألمانية: Friedrich Freiherr von Hardenberg). فيلسوف وشاعر وكاتب ألماني. ولد عام 1772 في أوبرفيدرشتيت ومات في عام 1801 في فايسنفيلد. درس نوفاليس من عام 1790 حتى عام 1794 الفلسفة والحقوق وعلوم المناجم. وأثر فيه موت خطيبته صوفي كون وهي في الخامسة عشر من عمرها تأثيراً كبيراً. وكان نوفاليس من الشعراء الذين تجمعوا في ينا في بداية عصر الرومانسية حول فيشته وأوجوست فلهلم شليجل وفريدريش شليجل، وكان على صلة بكل من تيك وشيللر.
ولد نوفاليس لعائلة أرستقراطية ثانوية في انتخابية ساكسونيا. كان نوفاليس الولد الثاني من بين 11 ولدًا، شهدت سنواته الأولى في كنف أسرته إيمانًا تقويًا متزمتًا. درس نوفاليس القانون في جامعة يينا وجامعة لايبزغ وجامعة ويتنبرغ. أثناء دراسته في يينا، نشر نوفاليس قصيدته الأولى وأقام صداقة مع الكاتب المسرحي والشاعر فريدريش شيلر. في لايبزغ، التقى نوفاليس بفريدريش شليغل، وأصبحا أصدقاء مدى الحياة. نال نوفاليس شهادته في القانون في عام 1794 في عمر ال22. ومن ثم عمل مباشرة بعد التخرج كمساعد قانوني في باد تنشتيت. هناك، التقى نوفاليس بصوفي فون كون. في العام التالي عقد نوفاليس وصوفي خطبتهما بشكل سري. وقعت صوفي فريسة المرض بعد خطبتهما بمدة قصيرة وتوفيت بعد أن أتمت لتوها عامها ال15. كان لوفاة صوفي المبكرة وقعٌ على مدى حياة نوفاليس وكتاباته.
سجّل نوفاليس في جامعة فايبورغ التكنولوجية في عام 1797 حيث درس عددًا من الأفرع بما في ذلك الكهرباء والطب والكيمياء والفيزياء والرياضيات وعلم المعادن والفلسفة الطبيعية. والتقى أيضًا عددًا من الشخصيات المؤسسة لجماعة يينا في تلك الفترة، من بينهم غوته وفريدريش شيلينغ وجان باول وأوغست شليغل. بعد إنهاء دراسته، شغل نوفاليس منصب مدير مناجم للملح في ساكسونيا وفي وقت لاحق في تورينغن. خلال تلك الفترة، كتب نوفاليس أيضًا أعماله الشعرية والأدبية الرئيسية، من بينها أناشيد لليل، التي نشرت في مجلة أثينايوم التي كان فريدريش شليغل يشرف على إصدارها. في عام 1800، بدأ نوفاليس يبدي علامات المرض، الذي يعتقد أنه كان إما السل أو تليف كيسي. توفي نوفاليس في 25 من شهر مارس من عام 1801 عن عمر ال28.
استندت سمعة نوفاليس الباكرة بصفته شاعرًا رومنسيًا بشكل رئيسي على أعماله الأدبية، التي نشرت من قبل صديقه فريدريش شليغل ولودفيغ تيك بعد وفاته بفترة قصيرة، في عام 1802. اشتملت هذه الأعمال على مجموعة قصائد، ترانيم لليل وترانيم روحية، ورواياته غير المكتملة هنريش فون أوفتردينغن والمبتدئ في سايس. نشر شليغل وتيك عينة صغيرة فقط من كتاباته الفلسفية والعلمية.
اتساع معرفة نوفاليس في ميادين كالفلسفة والعلم الطبيعي لم تنل تقديرًا واسعًا سوى مع الانتشار الواسع لدفاتره في القرن العشرين. تظهر هذه الدفاتر أن نوفاليس لم يكن واسع الاطلاع في هذه الأفرع فحسب، بل أيضًا سعى إلى دمج هذه المعرفة بالفن. يمكن ملاحظة هذا الهدف في استخدام نوفاليس للشذرات، وهو أسلوب أدبي طوره بالتعاون مع فريدريش شليغل. أتاحت الشذرات له التوليف بين الشعر والفلسفة والعلم في صيغة فنية واحدة يمكن استخدامها للتطرق إلى مواضيع مختلفة. وما إن منحته أعماله الأدبية سمعة كشاعر، منحته الدفاتر والشذرات دورًا فكريًا في تأسيس جماعة فيينا.

## سيرة حياته

### المولد وخلفية السنوات الأولى
ولد نوفاليس، الذي تعمد باسم جورج فيليب فريدريش فرايهير (بارون) فون هاردنبيرغ، في عام 1772 في ملكية أسرته في انتخابية ساكسوني، ذا شلوس أوبيرفيديرشتيت، في قرية فيديرشتيت، التي تقع اليوم في بلدة آرنشتاين. ينحدر هاردنبيرغ من نبالة قديمة من سكسونيا السفلى. كان والد نوفاليس هينريش أولريش إيراسموس فرايهر (بارون) فون هاردنبيرغ (1738 – 1814) مالك عقارات ومدير منجم للملح. وكانت والدته اوغوست بيرناردين (الاسم قبل الزواج فون بولتزيغ) (1749 – 1818)، التي كانت زوجة هنريش الثانية. كان نوفاليس الابن الثاني من بين 11 ولدًا. وعلى الرغم من. امتلاك نوفاليس لأصل أرستقراطي، لم تكن أسرته أسرة ثرية.
تأثر تعليم نوفاليس الباكر بالتقوية المسيحية بشدة. كان والده عضوًا في وحدة هيرنهوتر في بريثرين، التي كانت فرعًا من الكنيسة المورافية وحافظ على أسرة تقوية متزمتة. حتى عمر ال٩ سنوات، تلقى نوفاليس تعليمه من قبل أساتذة خصوصيين كانوا قد نالوا تدريبهم في اللاهوت التقوي، وفي وقت لاحق التحق بمدرسة هيرنهوت نيودييتيندورف لثلاث سنوات.
عند بلوغه سن ال12، وُضع نوفاليس تحت إشراف عمه غوتلوب فريدريش فيلهلم فرايهير فون هاردنبيرغ (1728 – 1800) الذي عاش في منزله الريفي لوكلوم. عرّفه عمه على عالم روكوكو القديم، حيث تعرف نوفاليس على أفكار عصر التنوير وأيضًا على الأدب المعاصر لتلك الفترة، بما في ذلك أعمال الموسوعيين الفرنسيين وغوته وليسينغ وشكسبير. في سن ال17، التحق نوفاليس بالمدارس الداخلية في أوروبا في آيسليبين، بالقرب من فايسنفلس حيث انتقلت عائلته في عام 1785. في المدارس الداخلية في أوروبا، تعلم نوفاليس علم البلاغة والأدب القديم.

### يينا ولايبزغ وفيتنبرغ: دراسات قانونية
بين عامي 1790 و1794، ذهب نوفاليس إلى الجامعة لدراسة القانون. التحق أولًا بجامعة يينا. وخلال دراسته هناك، درس فلسفة إيمانويل كانط تحت إشراف كارل راينهولد، وهناك تعرف للمرة الأولى على فلسفة يوهان غوتليب فيشته. وطور أيضًا علاقة وثيقة بالكاتب المسرحي والفيلسوف شيلر. حضر نوفاليس محاضرات شيلر في التاريخ واعتنى به حين كان يعاني من نوبات سل مزمن حادة. في عام 1791، نشر نوفاليس أول أعماله، قصيدة مهداة إلى شيلر، «كلاغين آينز جنغلينغز» («رثاء شباب»)، في مجلة نوي تويتش ميركور، وهو أمر تسبب بشكل جزئي بأن يخرج والد نوفاليس ابنه من جماعة يينا وبحث عن جامعة أخرى يمكن فيها لنوفاليس أن يلتزم بدروسه بشكل أكثر جدية. في العام التالي، سجل إيراسموس شقيق نوفاليس الأصغر في جامعة لايبزغ، وذهب معه نوفاليس لمتابعة دراساته في القانون. وفي تلك الفترة التقى بالناقد الأدبي فريدريش شليغل، الشقيق الأصغر لأوغست. أصبح فريدريش واحدًا من أقرب أصدقاء عمر نوفاليس. بعد مرور عام، التحق نوفاليس بجامعة فيتنبيرغ حيث نال شهادته في القانون.

### باد تنشتيت: العلاقة مع صوفي فون كون
بعد التخرج من جامعة فيتنبرغ، انتقل نوفاليس إلى باد تنشتيت للعمل كأكتواري لمدير مقاطعة، كولستين أوغست جوست، الذي أصبح صديقه وكاتب سيرته الذاتية. بينما كان يعمل لدى جوست في عام 1795، التقى نوفاليس بصوفي فون كوهن البالغة من العمر 12 عامًا، التي كانت تُعتبر في تلك الآونة ضمن السن الذي يسمح لها بأن تستقبل متقدمين للزواج. افتتن نوفاليس بها منذ لقائهما الأول، وبدا أن لهذا الافتتان أثر في تغيير شخصيته. في عام 1795، قبل مرور يومين على إكمال صوفي عامها ال13 عقد الثنائي خطبتهما بشكل سري. في وقت لاحق من ذلك العام منح والدا صوفي موافقتهما على خطوبة الثنائي. دعم إيراسموس شقيق نوفاليس الثنائي، غير أن بقية أسرة نوفاليس رفضت الموافقة على الخطوبة بسبب افتقار أسرة صوفي لنسب أرستقراطي واضح.
بقي نوفاليس ناشطًا على المستوى الفكري خلال توظيفه في باد تنشتيت. من الممكن أن يكون نوفاليس قد التقى بفيشته، وأيضًا بالشاعر فريدريش هولديرلين، شخصيًا حين كان يزور يينا في عام 1795. بين عامي 1795 و1796، ألف 6 مجموعات من المخطوطات، جُمعت بعد وفاته تحت عنوان دراسات فيشته، التي تتطرق بصورة رئيسية إلى عمل فيشته إلا أنها تغطي عدة مواضيع فلسفية. واصل نوفاليس دراساته الفلسفية في عام 1797، وكتب دفاتر ترد على أعمال كانط وفرانز هيمسترهويس وأدولف إيشنماير. شكلت تأملات نوفاليس المتواصلة في أفكار فيشته، وعلى وجه التحديد تلك الورادة في كتاب فيسنشافسليهر (أسس علم المعرفة) جزءًا من أساس أعماله الفلسفية والأدبية اللاحقة: ركز نوفاليس على محاججة فيشته أن مفهوم الهوية يفترض توترًا بين الذات (أي «الأنا») والموضوع (أي «ما ليس الأنا»). ينطلق نقد نوفاليس لفيشته من التزاماته الأدبية: يقترح نوفاليس أن التوتر بين الذات والموضوع الذي يؤكده فيشته هو في الواقع توتر بين اللغة والمخيلة. لاحقًا، سيذهب نوفاليس بانتقاده بصورة أبعد، مقترحًا أن الهوية لا تمثل انفصالًا الذات والموضوع، بل سيرورة دينامية لشريكين متساويين في تواصل متبادل. تلخص نظرة نوفاليس في مقولته «شتات نيشت إيش -- دو» («بدلًا من ليس أنا، أنت»).
في الشهور الأخيرة من عام 1795، بدأت صوفي تعاني من تدهور صحتها نتيجة ورم سرطاني في الكبد اعتقد أنه كان نتيجة لإصابتها بالسل. كنتيجة، خضعت لجراحة كبد في يينا أجريت دون تخدير. في شهر يناير من عام 1797، عُين نوفاليس كمدقق حسابات لأعمال الملح في فايسنفيلس. وبهدف الحصول على دخل ثابت من أجل زواجه، قبل بالمنصب وانتقل إلى فايسنفيلس لتولي مسؤولياته. من الجهة الأخرى، بقيت صوفي مع أسرتها. وقعت صوفي مجددًا فريسة المرض بشدة، في الوقت الذي أظهرت فيه أخيرًا عائلة نوفاليس لينًا ووافقت على خطوبة الثنائي.

## أعماله
- 1800 تراتيل للّيل Hymnen an die Nacht[الألمانية]
- 1800-1802 هاينريش فون أوفتردينجن Heinrich von Ofterdingen[الألمانية]
- 1799-1802المسيحية أو أوروبا Die Christenheit oder Europa[الألمانية]

## روابط خارجية
- نوفاليس على موقع الموسوعة البريطانية (الإنجليزية)
- نوفاليس على موقع ميوزك برينز (الإنجليزية)
- نوفاليس على موقع ديسكوغز (الإنجليزية)